# گاشپار بورباش
گاشپار بورباش (مجاری: Gáspár Borbás; ۲۶ ژوئیهٔ ۱۸۸۴ – ۱۴ اکتبر ۱۹۷۶) بازیکن فوتبال اهل مجارستان بود.
از باشگاه‌هایی که در آن بازی کرده‌است می‌توان به باشگاه فوتبال فرنتس‌واروش اشاره کرد.
وی همچنین در تیم ملی فوتبال مجارستان بازی کرده‌است.